# Amtschreiberei
Die Amtschreiberei gehört im Kanton Solothurn zur freiwilligen Gerichtsbarkeit.

## Rechtsgrundlagen
Die Amtschreiber sind bereits in Art 5 der Solothurner Verfassung von 1887 erwähnt.
Der Amtschreiberei wurden gestützt auf die Ermächtigung in Art 52 des Schlusstitels des Schweizerischen Zivilgesetzbuches vom 10. Dezember 1907 mit Gesetz des Kantonsrats Solothurn vom 4. April 1954 bestimmte Zuständigkeiten der Zivilstands-, Vormundschafts- und Grundbuchämter zugewiesen. Die Geschäftsführung wird geregelt durch die Amtschreibereiverordnung des Obergerichts des Kantons Solothurn von 1958.

## Zuständigkeit und Verfahren
Der Geschäftskreis der Amtschreiberei umfasst das Grundbuchamt, das Güterrechtsregisteramt und das Erbschaftsamt sowie öffentliche Beurkundungen. Insbesondere die Verurkundung von Tatsachen und Willenserklärungen obliegt dabei den Notaren.
Die Amtschreibereien sind außerdem Betreibungs- und Konkursämter.
Die Amtschreiberei bereitet im Bereich des Erbrechts sog. Erbschaftsinventare vor, welche im Anschluss mit den Erben verhandelt und durch die i. d. R. zustimmend unterzeichnet werden. Nebst diesen Aufgaben eruiert die Amtschreiberei Familienangehörige und erstellt hierzu Stammbäume. Nicht selten werden jedoch keine Inventare über einen Nachlass errichtet, wenn feststeht, dass der Erblasser weniger als Fr. 30'000 respektive bei Ehepaaren Fr. 40'000 hinterlassen. In diesen Fällen werden sogenannte Vermögenslosigkeitsbescheinigungen ausgestellt (was aber nicht per se eine Ausschlagung der Erbschaft bedeutet).
Im Bereich des Sachenrechts befasst sich die Amtschreiberei mit Rechtsgeschäften rund um die Grundstücke. Sie errichtet und beurkundet Kaufverträge, Schenkungen und lebzeitige Abtretungen von Eltern an Kinder über Grundstücke. Sie errichtet sogenannte Dienstbarkeitsverträge, mit denen ein Grundstück mit einem beschränkten dinglichen Recht zugunsten eines anderen Grundstückes oder einer Person belastet wird.
Damit Eigentumswohnungen als solche überhaupt bestehen können, errichtet die Amtschreiberei hierzu sogenannte Stockwerkeigentumsbegründungen. Mit diesen Urkunden werden für jede Wohnung neue Grundbuchnummern vergeben, wodurch diese Wohnungen wie Grundstücke handelbar gemacht werden.
Im Bereich des Schuldbetreibungs- und Konkursrechts nehmen die Amtschreibereien die Betreibungsbegehren entgegen und verarbeiten diese. In dieser Phase wird entschieden, ob die Betreibung auf Pfändung, Pfandverwertung oder auf Konkurs zu verfolgen hat.
Im Handelsrecht nimmt das Handelsregister die zur Anmeldung vorbereiteten Gründungsakte von Gesellschaften entgegen und prüft ihre Gesetzeskonformität.